# Marcel Meunier
Marcel Meunier(1893 - 1971) est un industriel français, président de la Compagnie générale des ascenseurs et établissements L. Hamm réunis, du Syndicat des industries téléphoniques, du Syndicat général de la construction électrique, du conseil de la transformation des métaux, de l'Union des industries métallurgiques (1945-1967), président de l'Unédic (1961-1962, 1965-1966 et 1969-1970), vice-president du CNPF, administrateur de la Société Gramme et membre du Comité d'organisation de l'industrie de la construction électrique. 

## Sources
- In memoriam par les anciens élèves des Arts et métiers
- patronsdefrance.fr
- Alain Chatriot, Danièle Fraboulet, Patrick Fridenson,Hervé Joly, « Dictionnaire historique des patrons français »